# Кин, или Гений и беспутство
«Кин, или Гений и беспутство» (фр. Kean, ou Desordre et genie) — драма французского писателя Александра Дюма-отца, впервые поставленная на сцене в 1836 году.

## Содержание
Главный герой пьесы — знаменитый английский актёр Эдмунд Кин (1787—1833). Он соперничает с принцем Уэльским (впоследствии королём Георгом IV) из-за жены датского посла и во время спектакля «Ромео и Джульетта» оскорбляет принца со сцены. После этого Кина ссылают в Америку. Одна из центральных коллизий пьесы — противоречие между всеобщей любовью публики к актёру и её готовностью воспринимать Кина как всего лишь шута.

## Создание и оценки
Пьеса была поставлена на сцене 31 августа 1836 года в парижском театре Варьете.
В XX веке пьесу Дюма переработал Жан-Поль Сартр. Текст подвергся существенной трансформации, но всё же издавался под авторством Дюма. В 1956 году пьеса была экранизирована (ит.) Франческо Рози с Витторио Гассманом в главной роли. В 1987 году её поставил Робер Оссейн на сцене парижского театра Мариньи, причём в заглавной роли выступил Жан-Поль Бельмондо. По мотивам пьесы Дюма итальянский композитор Марио Дзафред написал оперу «Кин» (1981). Пьесу по мотивам драмы Дюма написал Григорий Горин (1991).